# Mount Woodroffe
Mount Woodroffe – najwyższy szczyt Australii Południowej o wysokości 1435 m n.p.m. Aborygeni z ludu Pitjantjatjara nazywali tę górę Ngarutjaranya.
Szczyt położony jest na dalekiej północy stanu Australia Południowa w górach Musgrave. Nazwany został na cześć George'a Woodroffe'a Goydera, podróżnika po Australii Południowej i Terytorium Północnym.